# Университеты марксизма-ленинизма
Университе́т маркси́зма-ленини́зма (УМЛ) — форма высшего звена системы просвещения Коммунистической партии Советского Союза. На обучение в УМЛ направлялись не только члены КПСС, но и беспартийные граждане СССР. Направления давались партийными комитетами с места работы слушателей.

## История

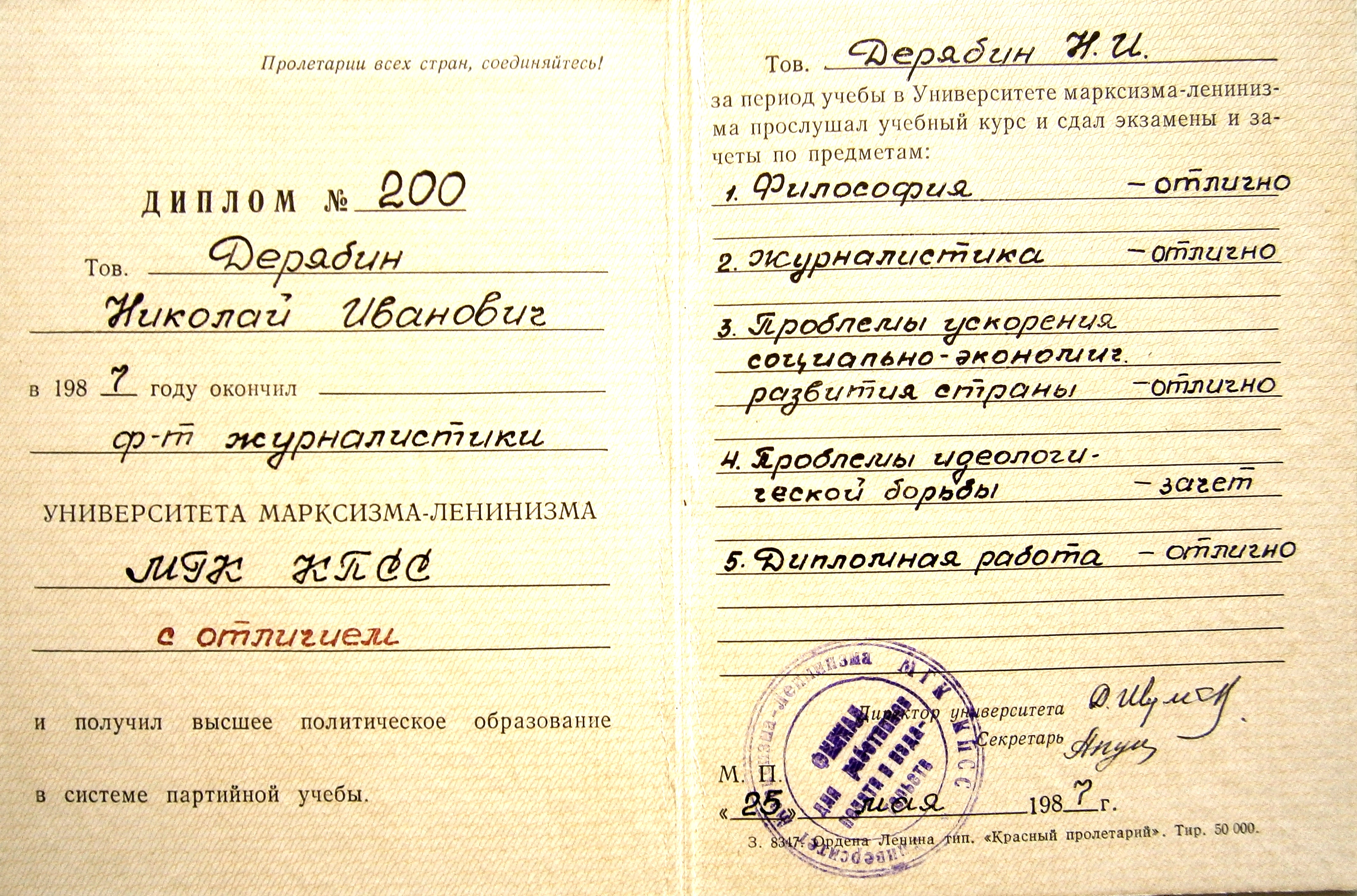
Диплом УМЛ (факультет журналистики)

Первые УМЛ создавались в 1938 году как форма идейно-теоретической подготовки членов коммунистической партии, их марксистско-ленинского воспитания. В 1940 году было около 40 УМЛ, в которых обучалось 12 тыс. слушателей. В 1956 году работало 288 университетов с числом слушателей 149 тыс. В 1974/75 учебном году действовало 352 УМЛ, в которых было около 334 тыс. слушателей, из которых 209 661 человек были членами КПСС. УМЛ работали на предприятиях, учебных заведениях.
Слушатели УМЛ обучались бесплатно и без отрыва от производства. Комплектование УМЛ производилось комитетами КПСС, при которых созданы университеты. В университет принимались в основном люди с высшим образованием независимо от членства в КПСС. Приём был без вступительных экзаменов. Учебный год начинался 1 октября и заканчивался в июне. Срок обучения — 2-4 года.
В УМЛ было три факультета: общий, партийно-хозяйственного актива и пропагандистский. При московском городском комитете КПСС, кроме того, был факультет журналистики. Слушатели изучали историю КПСС, политическую экономию, диалектический и исторический материализм, научный коммунизм, вопросы экономической политики КПСС на современном этапе, вопросы управления производством, партийного и сов. строительства, литературы и искусства, основы советского законодательства, общественную психологию, внешнюю политику СССР и современные международные отношения, журналистику, философию и т. д.
Учебный процесс состоял из циклов лекций, семинарских и практических занятий; большое место занимала самостоятельная работа слушателей над произведениями классиков марксизма-ленинизма, партийными документами, учебной и исторической литературой. На факультете журналистики практиковалось написание слушателями статей в различные средства массовой информации. Занятия в УМЛ проводили высококвалифицированные преподаватели высших учебных заведений, руководители предприятий, республиканских и союзных министерств, журналисты-международники, известные юристы и др.
По окончании УМЛ сдавались выпускные экзамены, зачёты и дипломные работы. Выпускники УМЛ получали высшее политическое образование. Им выдавались дипломы об окончании университета и нагрудные значки.
Все УМЛ были закрыты к 1992 году в связи с прекращением деятельности Коммунистической партии РСФСР и с окончанием строительства в стране развитого социализма и возвращением к капитализму. Например, Вечерний университет марксизма-ленинизма при Ленинградском городском комитете КПСС был закрыт в 1990 году, а Вечерний университет марксизма-ленинизма при Астраханском городском комитете КПСС — в 1991 году.

## Известные выпускники
Университет марксизма-ленинизма при Центральном доме работников искусств закончила, за немногими исключениями, вся труппа московского театра Ленинского комсомола.  Среди отлично окончивших учебу в университете лауреаты Государственной (Сталинской) премии, народные артистки РСФСР С. Бирман и С. Гиацинтова; заслуженные артисты РСФСР А. Вовси, А. Шатов, артисты И. Мурзаева, Н. Паркалаб, В. Поляков, Н. Далеков, А. Петроченко и другие. 
Университет также окончили:
- Абдуллаев, Чингиз Акиф оглы[6]
- Воробьёв, Лев Васильевич[7]
- Дерябин, Николай Иванович
- Жириновский, Владимир Вольфович[8]
- Кобзон, Иосиф Давыдович
- Отаров, Кадирхан Махмутович[9]
- Пельтцер, Татьяна Ивановна[10]
- Рогозин, Дмитрий Олегович[11]
- Сорокин, Валентин Васильевич
- Фалёса, Юрий Дмитриевич[12]